# Kaykhusraw I
Kaykhusraw I (Ghīyāth al-Dīn Kaykhusraw bin Qilij Arslān; tiếng Thổ Nhĩ Kỳ: I. Gıyaseddin Keyhüsrev) là sultan nhà Seljuk của Rum, là người con thứ 11 của Kilij Arslan II. Sau khi Kilij Arslan qua đời năm 1192, Kaykhusraw và các anh em đánh lẫn nhau để giành ngai vàng. Ông thắng lợi và cầm quyền trong thời gian 1192 - 1196 và 1205 - 1211.
Ông cưới con gái của Manuel Maurozomes - con của Theodore Maurozomes và con gái ngoài giã thú của hoàng đế Đông La Mã (Byzantine) là Manuel I Kommenos. Manuel Maurozomes là đại diện của Kaykhusraw trong các năm 1205 và 1206.
Năm 1207 ông chiếm Antalya từ tay những người Frank và mở mang quốc gia Seljuk đến tận mạn trái bờ biển Địa Trung Hải.
Theo Niketas Choniates, ông đã tử thương khi giao chiến với hoàng đế Nicaea là Thedore I Laskaris.
Con trai của ông là Kaqubad I sau này đã trị vì vương quốc Seljuk từ năm 1220 đến 1237, và cháu nội ông, Kaykhusraw II, trị vì từ năm 1237 đến 1246.